# José Luis Romero Hicks
José Luis Romero Hicks (Guanajuato, Guanajuato, 8 de abril de 1957) es un político y consultor en temas financieros, económicos y legales. Socio director fundador del despacho legal RomeroHicks & Galindo -Abogados.  Archivado el 15 de diciembre de 2019 en Wayback Machine.

## Educación
José Luis Romero Hicks es licenciado en derecho de la Universidad de Guanajuato, tiene una licenciatura en gobierno por la Lawrence University  y una maestría en Economía y Ciencias Sociales por la Southern Oregon State College.

## Carrera política y profesional
Consultor en las áreas de finanzas, economía y derecho, miembro del Consejo de Administración de la Universidad de Guanajuato, miembro del Consejo Mexicano de Asuntos Internacionales COMEXI y comentarista para diferentes programas de radio en México.
En el Gobierno Federal Mexicano fue director general de Política de Vivienda en la Secretaría de Desarrollo Social Sedesol, bajo el mandato del presidente Carlos Salinas de Gortari.
En 1995 participó con el gobernador Vicente Fox como secretario de planeación y finanzas en el Gobierno Estatal de Guanajuato. En el año 2000 participó como presidente de Ocean Garden Products y de 2000 a 2003 se desempeñó como director general de Banco Nacional de Comercio Exterior (Bancomext). Miembro del Consejo de Administración de Petróleos Mexicanos PEMEX, del Instituto del Fondo Nacional de la Vivienda para los Trabajadores INFONAVIT, del FOVI y del FOVISSTE. Fue consejero económico en la Embajada Mexicana en Japón y consejero en comercio y economía en la embajada de México en India.
En la Universidad Estatal de Guanajuato trabajó como profesor de economía y derecho y fue director de planeación.
Ha sido director de finanzas de la empresa Desarrolladora Metropolitana (DEMET); una de las 10 empresas desarrolladoras de vivienda más grandes de México.
Es presidente del Banco de Alimentos de su ciudad natal, Guanajuato y fue presidente del Instituto de Administración Pública y Ciencias Políticas de Guanajuato.
Durante el gobierno de transición del presidente Vicente Fox, José Luis Romero Hicks fungió como copresidente del Comité de Política de Vivienda.
Ha sido condecorado en España y Brasil, reconocido en diversas publicaciones como uno de los mejores directores y uno de los 300 líderes más influyentes en México.
Es miembro del Consejo Mexicano de Asuntos Internacionales'(COMEXI)' Archivado el 27 de noviembre de 2011 en Wayback Machine..